# Сільва (фільм, 1944)
«Сільва» — радянський повнометражний чорно-білий художній фільм, поставлений на Свердловській кіностудії в 1944 році режисером О. Івановським за однойменною оперетою Імре Кальмана.

Прем'єра фільму в СРСР відбулася: 13 листопада 1944 року в Свердловську, в лютому 1945 року — в Москві.

## Зміст
Молодий офіцер, який походить із князівського роду, Едвін Волапюк закохався в естрадну диву, Сільву Вареску. Однак батько Едвіна, князь Волапюк, уже приготував для сина підходящу партію й абсолютно проти того, щоб поріднитися з кимось, хто виступає у вар'єте. Та пройшовши через перешкоди і непорозуміння, закохані возз'єднуються і навіть знаходять розуміння у батьків.

## Ролі
- Зоя Смирнова-Немирович — Сільва Вареску, співачка вар'єте «Орфеум»
- Ніяз Даутов — Едвін Воляпюк, князь
- Маргарита Сакаліс — Стассі, племінниця князя Воляпюк
- Сергій Мартінсон — Боні, граф Боніслау
- Сергій Дибчо — Леопольд Воляпюк, князь, батько Едвіна
- Ніна Дінтан — Юліанна Воляпюк, княгиня, мати Едвіна
- Георгій Кугушев — Феррі
- Володимир Таскин — Ронс Воляпюк, князь
- Олександра Корвет — камеристка
- Олександр Матковський — помічник режисера вар'єте

## Знімальна група
- Автори сценарію: Михайло Долгополов (в титрах не вказаний), Григорій Ярон (в титрах не вказаний)
- Режисер-постановник: лауреат Сталінської премії Олександр Івановський
- Оператор-постановник: Йосип Мартов
- Режисер: Павло Боголюбов
- Звукооператор: А. Коробов
- Музоформлення: Валентин Беліц
- Художники: Народний художник РРФСР Володимир Єгоров, Ігор Вускович, В. Крилов, В. Зачиняєв, Д. Соколовський
- Асистенти режисера: Ф. Барбухатті, Анатолій Граник, Тамара Родіонова
- Асистенти оператора: М. Богаткова, М. Ільїн
- Монтажер: Є. Радіонова
- Грим: П. Федоренко
- Балетмейстер: Володимир Канонович (в титрах не вказаний)
- Директор картини: Д. Ямпольський

## Факти
- Фільм «Сільва» став першим повнометражної ігровий картиною, знятою на Свердловській кіностудії
- Фільм «Сільва» став першої радянської екранізацією оперети Імре Кальмана
- Для актриси Московського музичного театру ім. К. С. Станіславського і В. І. Немировича-Данченка Зої Смирнової-Немирович роль Сільви стала першою і єдиною її кінороботою.